# Бокелнхаген
Бокелнхаген (њем. Bockelnhagen) општина је у њемачкој савезној држави Тирингија. Једно је од 89 општинских средишта округа Ајхсфелд. Према процјени из 2010. у општини је живјело 440 становника. Посједује регионалну шифру (AGS) 16061011.

## Географски и демографски подаци
Бокелнхаген се налази у савезној држави Тирингија у округу Ајхсфелд. Општина се налази на надморској висини од 205-268 метара. Површина општине износи 18,6 km².

## Становништво
У самом мјесту је, према процјени из 2010. године, живјело 440 становника. Просјечна густина становништва износи 24 становника/km².